# Хмель Антон Федорович
Хмель Антін Федорович (варіанти написання прізвища в різних джерелах: Хмец, Мец, Кмец) (*1898, Заслав, Волинська губернія — † 22 листопада 1921, містечко Базар, Базарська волость, Овруцький повіт, Волинська губернія) — вояк Армії УНР.

## Життєпис
Народився у місті Заславі Волинської губернії (тепер Ізяслав Хмельницької області).
З 1919 в Армії УНР. Під час Другого Зимового походу — козак 4-ї Київської дивізії. Захоплений у полон під селом Миньки.
Розстріляний більшовиками 22 листопада 1921.
Реабілітований 27 квітня 1998.

## Вшанування пам'яті
- Його ім'я вибите серед інших на Меморіалі Героїв Базару.